# Елизабет Борн
Елизабет Борн (на френски: Élisabeth Borne) е френски политик и държавник, министър-председател на Франция от 16 май 2022 до 9 януари 2024 г. и втората жена министър-председател на Франция след Едит Кресон. Заемала е постове като министър на труда, заетостта и интеграцията (2020 – 2022), отговорен министър на транспорта към министъра на интегрираната екологична трансформация (2017 – 2019) и министър на интегрираната екологична трансформация (2019 – 2020). 

## Биография
Елизабет Борн е родена на 18 април 1961 г. в Париж. Майка ѝ е от Нормандия, баща ѝ е от семейство на еврейски имигранти (дядо ѝ Зелиг Борнщайн емигрира от Полша в Белгия през 20-те години и работи в Антверпен като търговец на диаманти, но умира по време на Холокоста. През 1925 г. синът му Джоузеф Борнщайн, който по-късно става баща на Борн, по време на окупацията на Франция през Втората световна война участва в Съпротивата, депортиран е в концентрационния лагер Аушвиц през 1944 г., завръща се във Франция, след като е освободен от съветските войски през 1945 г., но се самоубива през 1972). През 1950 г. Джоузеф получава френско гражданство. След смъртта му майката остава без средства да издържа двете си дъщери и на 11-годишна възраст Борн получава статут на държавна ученичка като дъщеря на загинал ветеран от войната, което ѝ дава възможност да продължи обучението си по стипендия.
Борн завършва Политехническото и Националното училище по мостове и пътища, а през 1987 г. започва професионалната си кариера в Министерството на транспорта и оборудването, което по-късно е реорганизирано като Министерство на околната среда.

## Политическа кариера
Строителен инженер, държавен служител и мениджър на държавни предприятия в транспортния и строителния сектор, Борн преди това е министър на транспорта (2017 – 2019) и министър на околната среда (2019 – 2020). По това време е и министър на труда, заетостта и интеграцията в правителството на Жан Кастекс от 2020 до 2022 г.
На 16 май 2022 г. президентът Еманюел Макрон назначава Борн за следващ министър-председател на Франция след оставката на Кастекс. Борн е втората жена, която заема поста след Едит Кресон, която беше министър-председател от 1991 до 1992 г. Борн е член на партия „Възраждане“, а преди това е била част от лявоцентристката партия „Територии на прогреса“. Президентът Макрон получава нейната оставка като министър председател в началото на 2024 г.